# Cepo
Cepo is een plaats en voormalige gemeente in de stad (bashkia) Gjirokastër in de prefectuur Gjirokastër in Albanië. Sinds de gemeentelijke herindeling van 2015 doet Cepo dienst als deelgemeente en is het een bestuurseenheid zonder verdere bestuurlijke bevoegdheden. De plaats telde bij de census van 2011 1.727 inwoners.

## Bevolking
In de volkstelling van 2011 identificeerde 44,72% van de bevolking zich niet met een van de vier belangrijkste denominaties van Albanië. Van de religieuze bevolking van Çepo was 42,79% moslims, 9,44% orthodox, 2,2% bektashi en 1,85% katholiek.

## Nederzettingen
De voormalige gemeente omvatte de volgende dorpen: Fushëbardhë, Zhulat, Taroninë, Mashkullorë, Palokastër, Çepun, Kodër, Plesat, Kardhiq, Prongji en Humelicë.